# PATSY Awards
Un PATSY Award (Picture Animal Top Star of the Year) est une récompense accordée aux animaux acteurs. La sélection est effectuée par l'American Human Association et récompense de nombreux animaux comme Orangey, le chat roux ou encore les chiens interprétant Lassie ou Benji. De nombreuses espèces ont été récompensées : chimpanzé, chien, cheval, mule, tigre...